# Crimmia
Crimmia es un género de foraminífero bentónico de la subfamilia Stichocibicidinae, de la familia Cibicididae, de la superfamilia Planorbulinoidea, del suborden Rotaliina y del orden Rotaliida. Su especie tipo es Crimmia afueraensis. Su rango cronoestratigráfico abarca el Holoceno.

## Clasificación
Crimmia incluye a la siguiente especie:
- Crimmia afueraensis